# Hybroma
Hybroma is een geslacht van vlinders van de familie echte motten (Tineidae).

## Soorten
- H. anticosma Meyrick, 1919
- H. crocorrhoa Meyrick, 1919
- H. dulica Walsingham, 1914
- H. paedisca Walsingham, 1914
- H. pegaea Meyrick, 1919
- H. servulella Clemens, 1862
- H. zacharis Meyrick, 1919